# 분성 배씨
분성 배씨(盆城裵氏)는 경상남도 김해시를 관향으로 하는 한국의 성씨이다.

## 역사
시조 배원룡(裵元龍)이 고려 공민왕 때 병부상서(兵部尙書) 겸 도원수(都元帥)를 지내고 분성군(盆城君)에 봉해졌다고 한다. 배원룡은 권신 염흥방(廉興邦)의 양자로서 계림부윤(鷄林府尹)이 되어 1385년(고려 우왕 11년) 왜구를 토벌하였다. 배원룡은 고려 개국공신 배현경(裵玄慶)의 6세손이며, 가락군(駕洛君) 배사혁(裵斯革)의 장남이라고 한다.

## 인물
- 배맹후(裵孟厚, 1448년 ~ 1479년) : 8세손. 1462년(세조 8년) 문과에 급제하고, 1479년(성종 10년) 이조참의(吏曹參議)에 이르렀다.
- 배문보(裵文甫) : 7세손. 1526년(중종 21년) 문과에 급제하여 고성군수(高城郡守)를 역임하였다.
- 배경남(裵慶男, 1548년 ~ 1597년) : 임진왜란 때 당항포해전에서 좌별도장(左別都將)으로 참전하여 전공을 세웠고, 조방장(助防將)이 되었다.
- 배대유(裵大維, 1563년 ~ 1632년) : 1608년(선조 41년) 문과에 급제하고, 1621년(광해군 13년) 병조참의(兵曹參議)에 이르렀다.
- 배정자(裵貞子, 1870년 ~ 1952년) : 일제의 조선 정보원으로 활동한 밀정이다.
- 배의환(裵義煥, 1904년 ~ 2001년) : 제4대 한국은행 총재, 주 아르헨티나 대사, 1967년 주 영국 대사관 대사, 1987년 신민주 공화당 상임고문을 역임하였다.
- 배응기(裵應基, 1935년 ~ ) : 민선1·2기 부산 강서구청장을 역임하였다.
- 배덕광(裵德光, 1948년 ~ ) : 제19·20대 국회의원을 역임하였다.

## 본관
분성(盆城)은 경상남도 김해(金海)의 지명이다. 본래 가락국(駕洛國)이었는데 신라에 병합되어 532년(법흥왕 19) 금관군(金官郡)이 되었다. 680년(문무왕 20)에 금관소경(金官小京)이 되었다가 757년(경덕왕 16) 김해소경(金海小京)으로 고쳤다. 940년(고려 태조 23) 김해부(金海府)가 되었고, 1270년(원종 11) 김녕도호부(金寧都護府)로 승격되었다가 충선왕 때 다시 김해부(金海府)로 복원되었다. 조선 태종 13년 다시 김해도호부가 되었다. 1895년(고종 32) 김해군이 되었다. 1981년 김해시로 승격되었다.

## 분파
- 구연공파(龜淵公派) - 배정비 (4세손)
- 고성군수공파(高城郡守公派) - 문보 (7세손)
- 낙원재공파(樂園齋公派) - 문범 (7세손)
- 좌랑공파(佐郞公派) - 특 (7세손)
- 훈도공파(訓導公派) - 광한 (7세손)
- 숭의제공파 - 문발 (7세손) : 이북에 거주
- 진사공파(進士公派) - 배정미 (4세손)
- 이조참판공파(吏曹參判公派) - 맹후 (8세손)
- 성균진사공파(成均進士公派) - 중후
- 오수찰방공파(鰲樹察訪公派) - 숙후
- 선산도호부사공파(善山都護府使公派)- 계후
- 동부승지공파 - 사관 (8세손) : 윤상 후손
- 영덕현령공파 - 담
- 진사공파 - 정현 (4세손)
- 제주목사공파(濟州牧使公派) - 극수 (6세손)
- 애은공파(厓隱公派) - 진손 (6세손) : 청도
- 율봉찰방공파(栗峰察訪公派) - 경장 (8세손)
- 문하시중공파 - 극수 (6세손)
- 해주목사공파(海州牧使公派) - 배수 : 분성군 차자 증손
- 노은공파(老隱公派) - 하 (6세손)
- 상경공파

## 과거 급제자
분성 배씨는 조선시대 문과 급제자 6명을 배출하였다.
문과
배대유(裵大維) 배맹후(裵孟厚) 배문보(裵文甫) 배세적(裵世績) 배인(裵寅) 배홍우(裵弘祐)
무과
배담(裵湛) 배경복(裵景福) 배경일(裵京一) 배경종(裵敬宗) 배동부(裵東裒) 배상기(裵尙起) 배상도(裵尙度) 배상민(裵尙敏) 배상욱(裵相郁) 배성(裵晟) 배세득(裵世得) 배세중(裵世重) 배순우(裵舜佑) 배순팔(裵舜八) 배여언(裵汝言) 배영준(裵英俊) 배예길(裵禮吉) 배이전(裵以絟) 배이진(裵以紾) 배정로(裵廷老) 배찬봉(裵贊奉) 배홍렬(裵弘烈) 배홍록(裵弘祿) 배홍일(裵弘鎰)
생원시
배극소(裵克紹) 배대유(裵大維) 배맹후(裵孟厚) 배문보(裵文甫) 배석지(裵錫祉) 배양(裵暘) 배양호(裵養浩) 배찬(裵瓚) 배현룡(裵見龍) 배홍우(裵弘祐) 배홍필(裵弘弼) 배효정(裵孝貞) 
진사시
배근(裵瑾) 배맹후(裵孟厚) 배석주(裵碩柱) 배양(裵暘) 배여민(裵汝閔) 배운(裵雲) 배임(裵任) 배정모(裵廷模) 배한휘(裵澣輝) 배홍모(裵弘謨)

## 집성촌
- 경상남도 창녕군 부곡면 청암
- 경상남도 창녕군 영산면 도천리
- 경상남도 합천군 야로면 정대리
- 경상남도 부산 강서구 죽동
- 경상남도 창원시 진해구 두동
- 경상남도 산청군 생초 노은리
- 경상북도 의성군 비안면 쌍계리
- 경상북도 영덕군 영덕면 오일리
- 경상북도 포항시 북구 기북면 오덕리
- 전라북도 장수군 장수읍 선창리
- 충청남도 청양군 운곡면 영양1리
- 경상북도 칠곡군 약목면 관호리

## 항렬자
| 21세     | 22세   | 23세     | 24세          | 25세              | 26세          | 27세              | 28세          | 29세              | 30세          | 31세              | 32세          | 33세              | 34세          | 35세              | 36세          | 37세              |
| -------- | ------ | -------- | ------------- | ----------------- | ------------- | ----------------- | ------------- | ----------------- | ------------- | ----------------- | ------------- | ----------------- | ------------- | ----------------- | ------------- | ----------------- |
| 口문(文) | 익(翊) | 口기(基) | 종(鍾) 용(鏞) | 口한(漢) 口순(淳) | 병(柄) 병(秉) | 口열(烈) 口환(煥) | 재(在) 규(圭) | 口용(鎔) 口호(鎬) | 홍(洪) 문(汶) | 口표(杓) 口근(根) | 병(炳) 형(炯) | 口배(培) 口곤(坤) | 은(銀) 진(鎭) | 口낙(洛) 口우(雨) | 상(相) 낙(樂) | 口훈(薰) 口섭(燮) |

## 인구
- 2000년 71,268명
- 2015년 분성 배씨 48,427명 + 김해 배씨 53,222명 = 101,649명